# 佐世保実業高等学校
佐世保実業高等学校（させぼじつぎょうこうとうがっこう, Sasebo Jitsugyo（Business） High School）は、長崎県佐世保市母ヶ浦町にある私立の高等学校。略称は「佐実」（さじつ）。
学校敷地内には、高卒者を対象とした自動車工学専攻科（修業年限2ヶ年）があり、自動車整備士2級を目指すことが出来る。

## 概要

### 歴史
1966年（昭和41年）に学校法人佐世保実業学園によって設立され、2012年（平成24年）に創立45周年を迎えた。学校法人佐世保実業学園によって運営されている学校は、佐世保実業高校（本科・自動車工学専攻科）のほかに、花高幼稚園がある。

### 設置課程・学科
本科
- 全日制課程 普通科（単位制[注釈 1]）・情報ビジネス科・情報エンジニアリング学科・自動車工学科（長崎県内唯一・令和６年度より募集停止となったが、令和８年度より再開申請中）の4学科。また、令和８年度より情報エンジニアリング学科に「半導体情報コース」を新設。

専攻科
自動車工学専攻科（令和５年度より募集停止）

### 校訓
「自励」（努力する心・正しい心・強い心）

### 教育方針
心規四則 - 朝の放送、全校朝礼の際に、黙想をし全員で唱える。
- 一、真理を愛すること
- 一、寸陰を惜しむこと
- 一、清浄を行ずること
- 一、和敬の念あること

### 校章
三つの菱形と、学問を表すペン先3本を組み合わせたものを背景に、「高」の文字を置いている。

### 校歌
作詞は中川龍一 、作曲は富永定による。

## 沿革
- 1952年（昭和27年）11月 - 佐世保経理専門学校が設立。
- 1953年（昭和28年）7月 - 財団法人佐世保経理専門学校に組織を変更。
- 1966年（昭和41年）
  - 2月 - 「学校法人佐世保実業学園 佐世保実業高等学校」の設立が認可される。
  - 4月 - 「佐世保実業高等学校」が開校。
- 1967年（昭和42年）9月 - 商業実践室・タイプ室・特別教室が完成。
- 1968年（昭和43年）4月 - スクールバス2路線運行を開始。（現在は6路線[注釈 2]。）
- 1970年（昭和45年）4月 - 弓道場が完成。
- 1974年（昭和49年）
  - 4月 - 機械科・自動車工学科の2学科を設置。
  - 6月 - 工業科実習校舎が完成。
  - 8月 - 一種自動車整備士（3級整備士）養成施設として運輸大臣指定を受ける。
  - 9月 - 陸運局より、自動車整備工場として認証を受ける。
- 1975年（昭和50年）6月 - 工業科製図室が完成。
- 1976年（昭和51年）3月 - 本館が完成。
- 1980年（昭和55年）
  - 3月 - 寄宿舎「北葉寮」が完成。
  - 4月 - 自動車工学専攻科（2級整備士）を開設。
  - 8月 - 現在地へ移転。
  - 11月 - 自動車工学専攻科校舎が完成。
- 1985年（昭和60年）11月 - 第2グラウンドが母ヶ浦888番1号に完成。
- 1986年（昭和61年）8月 - 格技場が完成。
- 1987年（昭和62年）12月 - 情報処理室が完成。
- 1988年（昭和63年）4月 - 佐世保経理専門学校の設置者を学校法人佐世保実業学園に変更。
- 1993年（平成5年）11月 - 第二グラウンドそばに校地を造成。
- 1995年（平成7年）
  - 7月 - 新校舎が完成。
  - 8月 - 旧校舎を解体。新校舎へ移転開始。
  - 9月 - 移転完了。
- 2003年（平成15年）
  - 3月 - 佐世保経理専門学校を休校。
  - 4月 - 商業科を総合ビジネス科に改称。
- 2004年（平成16年）4月 - 2年次より、総合ビジネス科・機械科にコース制を導入。
- 2005年（平成17年）4月 - 2学期制を導入。
- 2007年（平成19年）4月 - 単位制普通科を新設。制服のデザインを大きく改定。
- 2010年（平成22年）4月 - NHK学園との提携による、全通併修システム[1][注釈 3]を導入。
- 2023年（令和5年）
  - ４月-総合ビジネス科を情報デザイン学科に、機械科を情報エンジニアリング学科に改称。
  - 8月 -長崎県私立学校審議会にて、自動車工学科は、電気自動車（EV）などに対応するため自動車整備士養成課程の教育内容の改善が必要として、準備ができるまで募集停止が決定。
- 2024年（令和6年）3月 -自動車工学科の募集を暫く停止。
- 2025年（令和7年）令和8年度より自動車エンジニアリング学科（旧自動車工学科）の再開申請中、情報エンジニアリング学科に「半導体情報コース」を新設決定。

## 学校行事
3学期制
- 4月 - 入学式、実力テスト、歓迎遠足
- 5月 - 育友会（PTA）総会、生徒総会、実力テスト、スポーツテスト、進路ガイダンス
- 6月 - 長崎県高校総合体育大会、前期中間考査、県下一斉模試
- 7月 - 地区別奉仕活動、校内球技大会、１学期終業式、夏季休業、夏季補習、就職・進学合宿
- 8月 - 育友会地区懇談会、平和学習（9日 長崎原爆の日）、２学期始業式、実力テスト
- 9月 - 創立者を偲ぶ会、3年就職試験開始、前期期末考査、体育祭
- 10月- 文化祭
- 11月 -２年生修学旅行、運動部長崎県新人戦、生徒会役員選挙
- 12月 - 中間考査、校内球技大会、２学期終業式、冬季休業
- 1月 - ３学期始業式、推薦・一次入試、3年学年末考査、3年大学入学共通テスト
- 2月 - 卒業式、1・2年学年末考査
- 3月 - 地区別奉仕活動・校内球技・剣道大会、校内マラソン・駅伝大会、二次入試

## 部活動
運動部
- 陸上部
- 野球部
  - 選抜高等学校野球大会（春のセンバツ甲子園）に1回、全国高等学校野球選手権大会（夏の甲子園大会）に5回出場。計6回
    - 1984年（昭和59年）3月 - 第56回選抜高等学校野球大会（春）に初出場。
    - 1985年（昭和60年）8月 - 第67回全国高等学校野球選手権大会（夏）に初出場。
    - 1992年（平成4年）8月 - 第74回全国高等学校野球選手権大会（夏）に出場（7年ぶり2回目）。
    - 2004年（平成16年）8月 - 第86回全国高等学校野球選手権大会（夏）に出場（12年ぶり3回目）。
    - 2012年（平成24年）8月 - 第94回全国高等学校野球選手権大会（夏）に出場（8年ぶり4回目）。
    - 2013年（平成25年）8月 - 第95回全国高等学校野球選手権大会（夏）に出場（2年連続5回目）。

　　　　　　　　　※同校初の連続出場となる。
- バレーボール部
- ラグビー部
- サッカー部
- 空手部
- 弓道部
- バドミントン部
- バスケットボール同好会（男）

文化部
- 書道部
- 吹奏楽部
- 機械部
- 放送同好会
- CARメカトロニクス研究同好会
- 家庭クラブ同好会

## 交通アクセス
最寄りのバス停
- 西肥バス（させぼバスも含む）「佐世保実業高校」バス停下車

最寄りの鉄道駅
- 松浦鉄道（MR）西九州線 「大学駅」から徒歩22分

最寄りの道路
- 長崎県道11号佐世保日野松浦線

学生寮完備

・嵩徳寮（男子専用）・・・学校敷地内に２棟（３食付き）

スクールバス
- 松浦線（ユタカ交通委託）
- 平戸線（ユタカ交通委託）
- 有田線
- 大村線
- 西海線
- 波佐見線

## 周辺
- 長崎短期大学
- 九州文化学園高等学校

## 著名な出身者
- 大坪幸夫 - 元プロ野球選手
- 吉田直喜 - 元プロ野球選手
- 村田善則 - 読売ジャイアンツコーチ
- 川島慶三 - 東北楽天ゴールデンイーグルス打撃コーチ
- 水町浩 - キックボクサー・初代WMAF世界ウェルター級王者
- 堀江圭功 - 総合格闘家(元UFC,現RIZINファイター)